# Copa Juan Santamaría 1972
A finales del año 1972 se efectuó la trigésimo sexta edición de los torneos de Copa del fútbol costarricense con el nombre de Copa Juan Santamaría, organizada por la Federación Costarricense de Fútbol. 
El Deportivo Saprissa con la dirección técnica de Marvin Rodríguez, se proclamó monarca del certamen, obteniendo su sexto título de copa.
El goleador del torneo fue Carlos Solano del Deportivo Saprissa con 7 anotaciones.
Para esta edición de la copa se formaron dos grupos únicamente con equipos salidos de la máxima categoría; el grupo Atlántico fue ganado por el Cartaginés y en segunda casilla avanzó el Saprissa, mientras que por la zona Pacífica avanzaron Ramonense en la primera posición y el Herediano como escolta, los cuatro jugaron en las semifinales del certamen. Saprissa venció 4-1 a Ramonense, y ganó posteriormente en la final al Herediano 4-3 en el Estadio Ricardo Saprissa un 25 de diciembre de 1972.

## Resultados del campeón
Grupo Atlántico:
Saprissa-Barrio México 3-1, 1-1;
Saprissa-Limón 1-1, 4-3;
Saprissa-Cartaginés 3-3, 0-2
Semifinales:
Saprissa-Ramonense 3-1, 4-1
Final:
Saprissa-Herediano 4-3

## Planilla del equipo campeón
Javier "Michelín" Masís, Luis González, Carlos Solano, Gerardo Solano, Wilberth Barquero, Jaime Grant, Rafael Víquez, Guillermo "Coco" Hernández, Marco Antonio Rojas, Gerardo Granja, Eduardo Chavarría, Hernán Morales, Francisco "Chico" Hernández, Blanco, Barrantes, Carlos Santana, Heriberto Rojas, Jorge Pacheco, Odir Jacques, Edgar Marín, Dagoberto Díaz, Porras, Sánchez, Fernando "Príncipe" Hernández, Ruiz, Abelardo Alfaro, Fernando Solano
Goleador: Carlos Solano (7)
DT: Marvin Rodríguez
| Deportivo Saprissa |
| 6° título          |

| Predecesor: Torneo de Copa 1972 | Torneo de Copa de Costa Rica 1972 | Sucesor: Torneo de Copa 1974 |